# Hemeromyia washingtona
Hemeromyia washingtona är en tvåvingeart som först beskrevs av Axel Leonard Melander 1913.  Hemeromyia washingtona ingår i släktet Hemeromyia och familjen kadaverflugor. Inga underarter finns listade i Catalogue of Life.